# 新浪

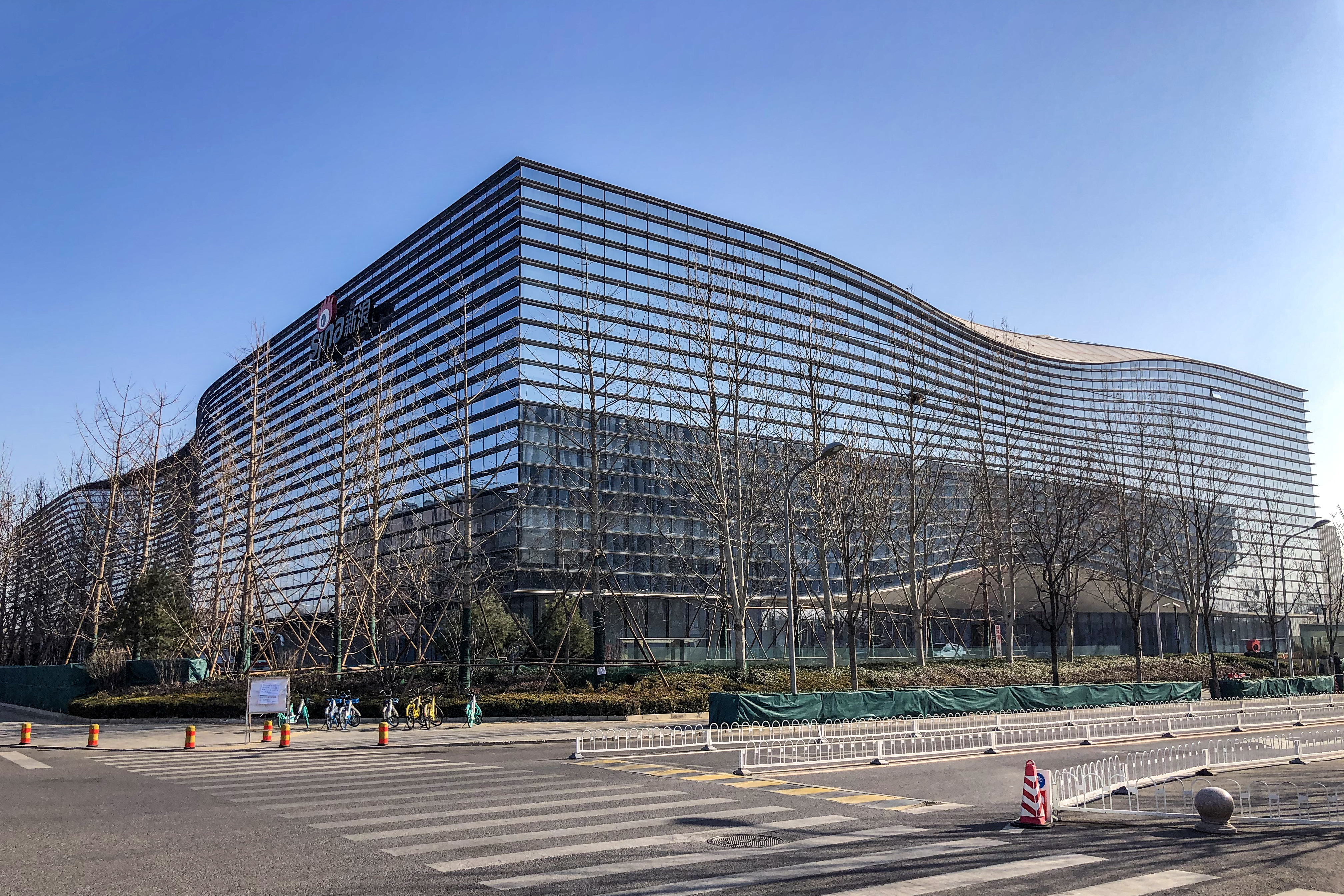
新浪总部大厦

新浪是中国门户网站公司，一家服务中国大陆及全球华人社群的中文网络内容服务提供商。新浪與腾讯、搜狐和网易並稱中国四大门户网站，在全球范围内注册用户超过6亿。新浪通过旗下的门户网站「新浪网」、「新浪移动」（移动门户及移动应用）和社交媒体微博客服務網站「新浪微博」组成的数字媒体网络，让用户通过电脑和移动设备获得媒体和用户自生成的多媒体内容并与友人进行兴趣分享。
新浪由原四通利方公司和华渊资讯公司于1998年11月30日合并而成，总部位于上海市浦东新区世纪大道88号金茂大厦37楼，现任董事长为曹国伟。2000年4月13日，新浪成功在纳斯达克上市，并成为第一家在美国上市的中国门户网站。於美國上市20年後，於2021年3月23日退市2018年中国互联网企业100强中，新浪公司排名第六。

## 名称
新浪的公司名称及域名Sina是新浪前身之一华渊资讯的英文名称，当时华渊旗下的网站域名就是Sinanet.com。Sina是Sino（印地语中“中国”之意）和（英语中“中国”之意）的合併，取意“中国”。
日语中，“Sina”依训令式罗马字读作，与“支那”一词同音，引发争议。新浪公司表示，取此名根本无意损伤中国人的自尊心，不准备改名。

## 历史
新浪網前身為廣東人王志東的四通利方信息技术有限公司和台灣人姜豐年的華淵資訊公司。在一次姜豐年拜會王志東後，兩人決定合作創建一個以全球華人為服務對象的網路公司。
四通利方信息技术有限公司是一家位于北京中关村的专业从事中文软件产品开发、销售与服务的中外合资企业，1993年12月中國境内最大的民营高科技企业四通集团公司、中國第一套实用化中文Windows环境的发明人王志东、以及CCDOS发明人严援朝共同创办。
- 1996年，四通利方并购汪延与其北京大学附属中学同学李嵩波创办的网站Inimedia，6月更名为立方在线SRSNet，立方在线逐渐成为中国大陆访问规模最大的门户网站。
- 1997年9月，四通利方成功引入华登国际投资集团(Walden)等三家国际高科技风险投资公司的新投资，实行国际化改造成功，是国内首家引入风险投资机制和“硅谷”管理模式的软件企业。
- 1998年11月30日，新浪网成立，王志东任总裁。[16]其后新浪与传统媒体联合，逐渐扩大自身在中国范围的影响。直至上市前，新浪的主要收入为RichWin中文平台软件。1999年9月，王志东被任命为新浪的总裁兼CEO，姜豐年擔任副董事長。[17]
- 2000年初，新浪以每股17美元的发行价发行400万普通股在纳斯达克上市。股价最初曾达到40美元附近，后因互联网泡沫破裂跌至1.6美元附近，至2002年才开始反弹。
- 2001年6月1日，新浪董事会以一票弃权、四票赞同免去王志东的CEO及董事职务。[18]2001年6月3日，新浪宣布，王志东因个人原因辞职。[19]前华登国际副总裁（1993年-1999年）、四通利方（新浪前身）总裁（1999年-2001年）、新浪COO茅道林（1963年-）转任CEO，中国总经理汪延被提升为新浪总裁。后王志东与新浪矛盾激化，主动回到新浪上班。最终王志东离开新浪，成立点击科技。
- 2001年10月1日，新浪网收购阳光文化网络电视控股有限公司29%的股份，并合资成立阳光文化媒体集团有限公司。2002年财年底，阳光文化亏损300多万美元。
- 2003年5月12日，茅道林离职，汪延（1972年5月-）被任命为CEO。[20]
- 2005年2月18日，盛大网络披露收购新浪的19.5%的已发行普通股，并意图继续扩大收购股份数。新浪启动D-13反收购行动(即毒丸计划)，最终盛大网络退出收购行动。[21]
- 2005年6月30日，新浪发布自主研发搜索引擎产品“爱问”，汪延亲任形象代言人。[22]。
- 2006年3月7日，姜豐年辭去新浪網聯席董事長一職。
- 2006年5月，汪延退出新浪管理层，担任新浪副董事长职位。曹国伟（1965年11月10日-）接任CEO。[23]
- 2008年3月31日，段永基全面退出新浪董事会，汪延接任代理董事长。[24]
- 2011年8月31日，新浪向土豆網投資6,640萬美元，持股比例達9.05%，王微持股比例從12.7%下降至8.6%，但是王微仍然擁有土豆網最多的投票權。新浪成為土豆網第五大股東。
- 2012年8月31日，新浪宣布，汪延正式卸任董事长一职，同时任命现任CEO曹国伟为新浪董事长兼CEO，此任命即日起生效，汪延将继续担任新浪董事；新浪同时宣布将设立一支公益慈善基金，由汪延执掌和运作。
- 2013年2月19日，新浪于中国上海宣布，首席运营官杜红（1970年12月7日-）升任首席运营官兼联席总裁，任命许良杰（1978年5月12日-）为首席技术官兼联席总裁。

- 2015年11月，媒体报道称阿里巴巴集团有意向收购新浪，并全面停止社会招聘，启动业务整合和业务优化。一旦阿里巴巴成功收购新浪，将填补阿里巴巴媒体链条上的一个重要环节[25]。
- 2018年3月14日，新浪推出消費者投訴平台黑貓投訴[26]。
- 2020年12月24日，新浪特别股东大会上，新浪股东通过當年9月28日签署的私有化合并协议。新浪將從美股退市[27]。
- 2021年1月，新浪北美版关闭。[28]
- 2021年3月23日，新浪宣布已与全资子公司New Wave Mergersub Limited完成本公司于2020年9月28日与母公司和合并子公司共同签署的合并协议和计划项下规定的合并，从纳斯达克退市，并改名为“新浪集团控股有限公司”。
- 2022年8月1日，新浪停止所有台灣業務，並關閉台灣版本網頁[29]。

## 新浪品牌宣言
- 創立之初：「世界在你眼中」
- 創業之中：「你的網上新世界」
- 發展階段：「奔騰不息」
- 領先地位：「一切由你開始」（2003年11月）[30]
- 现在：「一切由你开始」

## 团队架构
| 曹国伟：新浪首席执行官兼董事长 |
| 杜红：新浪首席运营官兼总裁     |
| 张怿：新浪首席财务官           |

## 服務
新浪博客
乃于2005年上线的网络日志频道。新浪博客宣称是中国最主流，人气颇高的博客频道之一。此服务已于2022年4月关闭，博客内容已无法查看，打开首页会跳转至新浪网首页。
新浪微博
此服務於2009年8月推出，為使用者分享、傳播以及獲取訊息的平台，它佔據中國微博使用者總量的57%，以及中國微博活動總量的87%，是中國存取量最大的網站之一，現在已經超過5.36億註冊使用者，使用者每日發博量超過1億條，橫跨兩岸三地和新馬地區。2013年4月29號，阿里巴巴入股新浪微博18%股份。未来微博ID或有交易功能。
MySinaBlog 新浪網誌
它是一个由香港新浪網所提供的網上日誌空間、圖片上載空間及搜尋網誌服務，于2006年7月18日起啟用。主要有音樂、電視電影、時事、網絡、兩性、生活、寵物、旅遊、飲食、遊戲動漫、運動、故事等板塊。2020年結束服務，至2020年2月29日，用戶可登入MySinaBlog提交網誌備份申請，2020年3月31日前下載備份，2020年4月1日或以後伺服器將會關閉，用戶無法再下載備份檔。
新浪云（Sina App Engine,简称SAE）
為新浪提供的一项网络应用程序托管平台服务。
新浪网
這是一个综合性门户网站，其Web服务器軟件是nginx。
新浪郵箱
提供以@sina.com和@sina.cn为后缀的免费邮箱。

## 荣誉
多年位列胡润最具价值外资品牌榜中，在2018年中国互联网企业100强中位列第六.

## 战略合作

### 新浪与MSN
2010年11月11日，新浪公司与MSN签署合作协议。

### 新浪与阿里巴巴集团
2013年4月29日，新浪子公司微博公司与阿里巴巴集团子公司阿里巴巴(中国)战略合作协议签署。

### 新浪与NBA
2013年10月17日，新浪公司与NBA召开战略合作发布会，联合宣布新浪正式成为NBA的中国官方互联网合作伙伴、NBA中国官方在线社区合作伙伴。

### 新浪与京东
2017年3月27日，新浪与京东签署“京浪计划”战略合作。

### 浙江广电与新浪
2017年4月13日，浙江广电与新浪正式签署战略合作，双方将在节目宣发、台网、短视频、直播互动等方面展开合作。

### 微博与央视春晚
2018年2月5日，微博宣布成为2018年央视春晚新媒体社交平台独家合作伙伴，将与央视在直播、短视频、内容互动等多领域展开合作。

## 相关事件

### 股权争议
新浪从成立之初就有股权过度分散的问题存在。新浪的很多争议性事件均与此有关。2001年王志东离任，曾表示是被股东强迫所致。2003年茅道林离任，与其与阳光卫视的合作投资失败有关。2005年的盛大收购战，则是股权过度分散所致。但在2009年10月，以CEO曹国伟为首的新浪管理团队，以约1.8亿美元的价格增持股票成为新浪第一大股东，根据购股计划，新浪管理层将通过新浪投资控股有限公司进行此次收购。曹国伟和新浪管理层将拥有新浪投资控股的实际控制权。对于携管理团队入股新浪成为实际控制人，曹国伟表示：“从今天开始，我们将以一个创业者的心态来面对未来。我们将进行新浪历史上的第二次创业。”并将新浪的长远规划放在视频、电子商务、游戏、手机新浪网、微博客等业务方向上，其中视频与电子商务可以算是曹国伟心中的大头。

### 遭监管部门查处
2014年4月24日，中国全国“扫黄打非”工作小组办公室通报称，新浪网涉嫌在其读书频道和视频节目中传播淫秽色情信息，并决定拟吊销新浪公司的《互联网出版许可证》和《信息网络传播视听节目许可证》，依法停止其从事互联网出版和网络传播视听节目的业务，并处以5至10倍于违法金额的罚款。新浪随后发布声明，称“对于网络主管部门给予我们的严厉处罚，我们将认真执行，决不推诿”，并向公众“致以最诚挚的道歉”。
2019年4月16日，国家互联网信息办公室指导北京市互联网信息办公室针对新浪网对用户发布违法违规信息未尽到审查义务，持续传播炒作导向错误、低俗色情、虚假不实等违法有害信息的严重问题，约谈新浪公司负责人，责令其立即自查自纠，全面深入整改。新浪网负责人表示将落实网信部门管理要求，整改期间对问题突出的“新浪博客”网页版、“新浪看点”网页版自行暂停更新1个月，并对“新浪新闻”手机客户端、“新浪博客”手机客户端下架1个月，暂停更新及下架时限为自4月17日15时至5月17日15时。